# William Graham Sumner
William Graham Sumner, född den 30 oktober 1840, död den 12 april 1910, var en amerikansk professor i sociologi vid Yale. 
Sumner skrev flera böcker och artiklar om amerikansk historia, ekonomihistoria, politiska teorier, sociologi och antropologi. Han var förespråkare för socialdarwinism och laissez-faire.